# Cetrysové z Kynšperka
Cetrysové z Kynšperka německy též Czettritzové, byli starý slezský šlechtický rod, který svůj původ odvozoval od osad Ceteřice a Kynšperk ve Svídnickém knížectví v dnešním Polsku. Odtud se postupně rozšířil po celém území Slezska, dále na Opavsko a Moravu.

## Historie
Jedním z prvních známých příslušníků rodu byl maršálek vratislavského biskupa Diprant Cetrys z Bělé, který od biskupa Jana získal právo na železné doly Frývaldova (dnes Jeseník). Další ze známých členů rodu, Diprant Cetrys z Kynšperka, byl maršálkem hlohovského knížete. 
Na Opavsko se Cetrysové dostali během sporů opavských stavů s císařem Ferdinandem I., který se snažil v rámci reforem moc stavů omezit. Roku 1530 císař udělil zámek v Opavě do zástavy Oldřichu Cetrysovi (†1543), který zastával funkce u dvora Ludvíka Jagellonského. To opavské stavy braly jako zásah do svých práv. V roce 1535 pak jeho bratr Jiřík Cetrys a jeho synové Adam Cetrys a Friedrich Cetrys získali do zástavy také zámek v Hradci nad Moravicí s panstvím. Po smrti Oldřicha, se (již třetím) sňatkem jeho manželky Barbory z Rottalu Fulnek dostal do vlastnictví Baltazara Schweinitze (Balcar Švajnic, †1572), který nechal přestavět hrad na renesanční zámek.

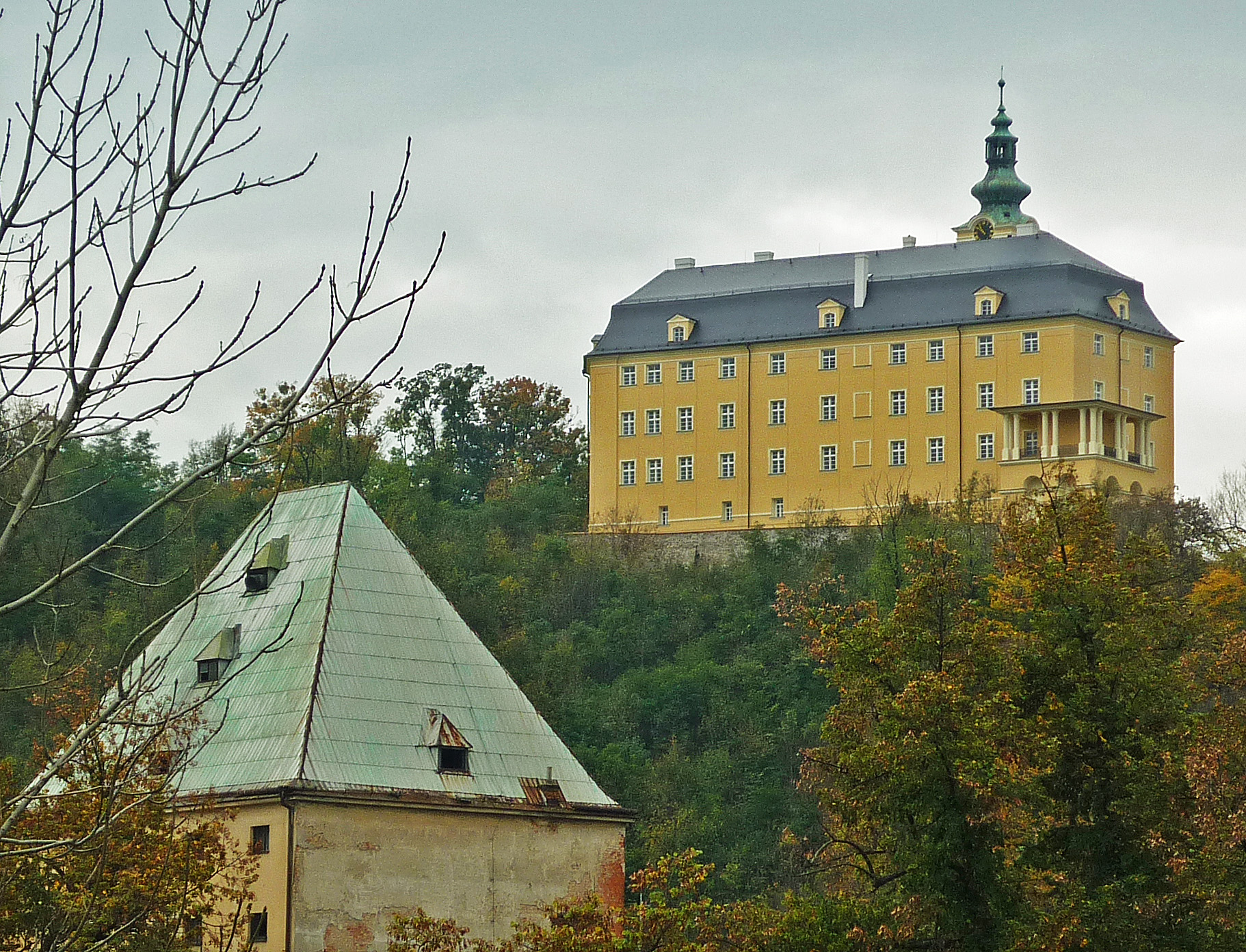
Zámek Fulnek po přestavbě

V roce 1541 zakoupil Oldřich z věna své manželky Barbory z Rottalu a Tollberka panství Fulnek. V následujících letech se z Cetrysů stala vlivný šlechtický rod. 
Ještě předtím, v roce 1520, zakoupil Jiřík Cetrys Posutice u Krnova (dnes v Polsku) a vzal si za manželku Barboru Gotschovou. V letech 1531–1537 byl Jiřík zemským hejtmanem v opavském knížectví. V roce 1564 zabil Matyáš Rotmberk z Ketře jeho třetího syna Jiříka Konstantina. 
V roce 1569 byl majetek Cetrysů Fridrichem Cetrysem rozšířen o Mokré Lazce a Štítinu. V roce 1576 byl jeho syn Oldřich zabit v souboji s Jaroslavem Lichnovským z Voštic. 
V roce 1584 se majiteli Kunvaldu (po vyčlenění z fulneckého panství)  stali manželé Jan a Ester Cetrysové z Kynšperka, kteří zde založili pivovar. Panství od Cetrysů v roce 1653 koupil hrabě Gabriel Serényi. Po smrti jeho syna Františka Gabriela přešlo na jeho vdovu a s ní na rod Thun-Hohensteinů.
Dne 27. ledna 1627 se v Opavě konala svatba Kateřiny Cetrysové z Kynšperka s Václavem Oderským z Lidéřova, které se mimo jiné zúčastnili i Dánové a čeští exulanti. Po potlačení českého stavovského povstání odešlii příslušníci rodu do Holandska.

## Erb
Cetrysové měli v erbu znázorněnu hlavu býka, nad níž se v klenotu nacházela dvojice zkřížených mečíků.